# Chery Beat
Chery Beat (кит.: 奇瑞瑞虎, кодова назва X1) — 5-и дверний автомобіль китайської компанії Chery. 

## Опис

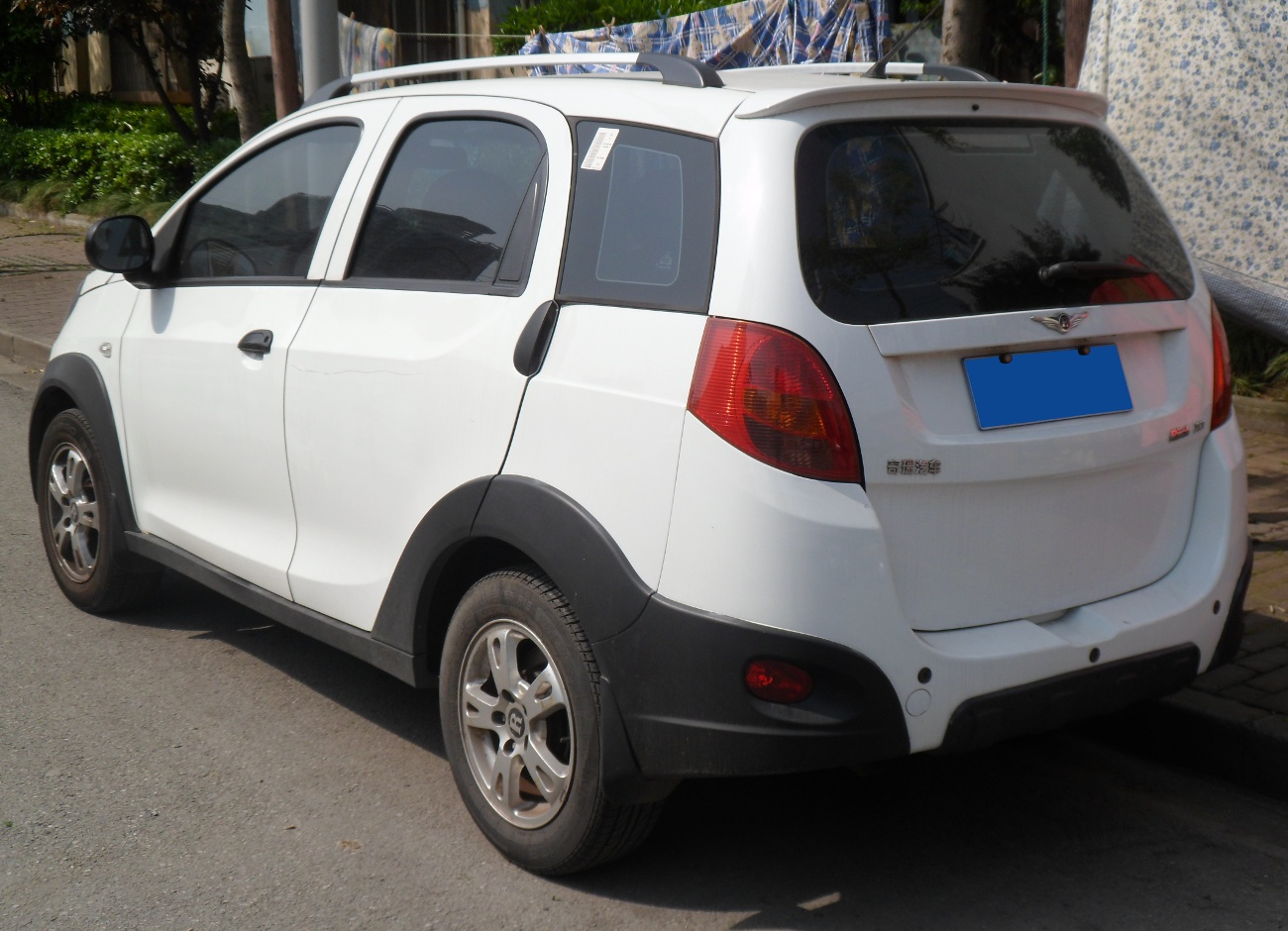
Riich X1

Chery Beat оснащений бензиновим двигуном об'ємом 1,297 літра ACTECO, який розвиває потужність 84 к.с., відповідає нормам EURO 4, а його крутний момент становить 122 Нм при 3500 оборотах на хвилину. Модель доступна як з 5-ст. механічною КПП, так і з автоматичною КПП.
Незважаючи на презентацію Chery Beat як кросовера, автомобіль є передньопривідним, повнопривідні модифікації не передбачені. Передня підвіска McPherson, задня - напівзалежна з торсіонною балкою. Вже в базовій моделі встановлюються системи ABS і EBD, кондиціонер і електросклопідйомники.
Chery Beat існує в комплектаціях: Комфорт і Люкс. Вартість автомобіля в комплектації Комфорт 85680 грн., а в комплектації Люкс 89520 грн.

## Двигуни
| Бензиновий Р4 |          |         |                       |                  |     |
| 1,3i          | 1297 см³ | 16/DOHC | 84 к.с. (62 кВт)/5750 | 122 Нм/3500-4500 | 150 |